# Camañas
Camañas is een gemeente in de Spaanse provincie Teruel in de regio Aragón met een oppervlakte van 78,67 km². Camañas telt 130 inwoners (1 januari 2016).

## Demografische ontwikkeling
Bron: INE, 1857-2011: volkstellingen